# 勒维延
勒维延（法語：Le Vilhain）是法国阿列省的一个市镇，位于该省西北部，属于蒙吕松区。该市镇的总面积为26.37平方公里，2009年时的人口为275人。

## 人口
勒维延人口变化图示
| 数据来源：INSEE |